# Lingoner

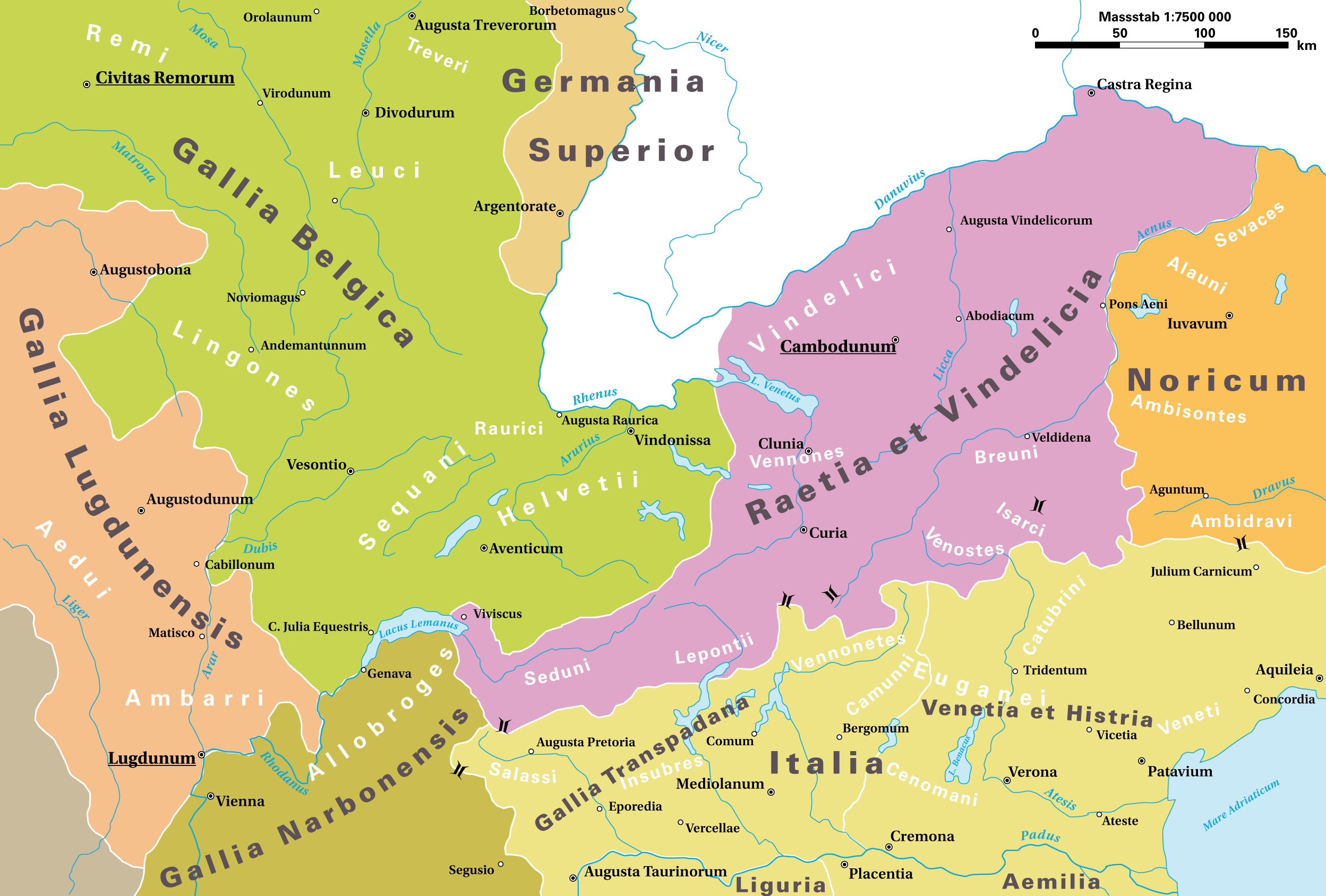
Karta som visar västra alperna år 14 e.Kr. och den geografiska placeringen på några folkstammar, bland dessa lingonerna (nära mitten av det gröna området Gallia Belgica).

Lingonerna var ett av Julius Caesar och andra klassiska författare omtalat keltiskt folkslag i nuvarande nordöstra Frankrike med huvudstaden Andomatunum, nuvarande Langres. Lingonerna har fått sitt namn bevarat i ortnamnet Langres.
Caesar redogör för en förföljelseoperation mot fienden, helvetierna, i sin bok Kriget i Gallien: 
| ”                  | Efter oavbruten vandring natt och dag kom de på fjärde dagen fram till lingonernas land. Våra trupper hade under tiden blivit uppehållna i tre dagar av vården av de sårade och begravningen av de stupade och hade därför inte möjlighet att förfölja dem. Caesar skickade brev till lingonernas med bud, att de inte fick bistå helvetierna med proviant eller andra förnödenheter. | „ |
| – De bello Gallico | |   |

Under de keltiska folkvandringarna drog en del av dem över Alperna och bosatte sig vid Pos mynning.